# The Jungle (film fra 1967)
 For alternative betydninger, se The Jungle. (Se også artikler, som begynder med The Jungle)
The Jungle (1967, dansk: Junglen) er en kortfilm om bander lavet af afroamerikanske studerende under ledelse af Temple University-professoren Harold Haskins. I 2009, blev filmen tilføjet til National Film Registry af Library of Congress som værende “kulturelt, historisk eller æstetisk” væsentlig, hvor den vil blive bevaret til evig tid.